# 岐石镇
岐石镇，是中华人民共和国广东省揭阳市惠来县下辖的一个行政建制镇。

## 行政区划
岐石镇下辖以下地区：
岐山社区、坑仔村、乌石村、华清村、岐石村、林美村、前讯村、览表村、朱埔村、双湖村和和双村。